# Cygnus X-1
| Cygnus X-1                                     | Cygnus X-1                                                                          |
| ---------------------------------------------- | ----------------------------------------------------------------------------------- |
| Künstlerische Darstellung von Cygnus X-1       |                                                                                     |
| Künstlerische Darstellung von Cygnus X-1       |                                                                                     |
| Position Äquinoktium: J2000.0, Epoche: J2000.0 |                                                                                     |
| Sternbild                                      | Cygnus                                                                              |
| Rektaszension                                  | 19h 58m 21,7s                                                                       |
| Deklination                                    | +35° 12′ 06″                                                                        |
| Astrometrie Doppelsternsystem                  |                                                                                     |
| Radialgeschwindigkeit                          | −2,7 ± 3,2 km/s                                                                     |
| Parallaxe                                      | 0,46 ± 0,04 mas                                                                     |
| Entfernung                                     | 2,22 +0,18−0,17 kpc (ca. 7,2 kLj)                                                   |
| Umlaufperiode                                  | 5,5998 Tage                                                                         |
| Exzentrizität                                  | ca. 0,02                                                                            |
| Alter                                          | ca. 5 Mio. Jahre                                                                    |
| Eigenbewegung:                                 |                                                                                     |
| in Rektaszension                               | μαcos(δ) = −3,8 mas/a                                                               |
| in Deklination                                 | μδ = −6,3 mas/a                                                                     |
| Röntgenquelle                                  |                                                                                     |
| Typ                                            | Massereicher Röntgendoppelstern (HMXB/BHXB+ELL)                                     |
| Katalogeinträge                                | 3U 1956+35, 2E 4306                                                                 |
| Optische / stellare Komponente: HDE 226868     |                                                                                     |
| Helligkeit                                     | V-Band: 8,72 bis 8,93 mag J-Band: 6,872 ± 0,023 mag                                 |
| Spektralklasse                                 | O9.7 Iab                                                                            |
| B−V-Farbindex                                  | +0,81                                                                               |
| U−B-Farbindex                                  | −0,34                                                                               |
| Masse                                          | 40,6 +7,7−7,1 M☉                                                                    |
| Radius                                         | ca. 22 R☉                                                                           |
| Leuchtkraft                                    | ca. 200000 L☉                                                                       |
| Effektivtemperatur                             | ca. 31000 K                                                                         |
| Katalogeinträge                                | HD 226868, BD +34° 3815, SAO 69181, V1357 Cygni, HIP 98298, 2MASS J19582166+3512057 |
| Kompakte Komponente                            |                                                                                     |
| Typ                                            | Schwarzes Loch                                                                      |
| Masse                                          | 21,2 ± 2,2 M☉                                                                       |
| Geschichte                                     |                                                                                     |
| Entdeckung                                     | als Röntgenquelle: 1964 als Schwarzes Loch: 1972, Tom Bolton                        |

Cygnus X-1, auch Cyg X-1, ist ein Röntgendoppelstern mit hoher Masse (engl. High mass X-ray binary). Er besteht aus einem Riesenstern, von dem Masse auf ein Schwarzes Loch akkretiert wird. Beim Schwarzen Loch handelt es sich um das erste, das in der Milchstraße nachgewiesen werden konnte; dies gelang im Jahr 1972 Tom Bolton.
Das System befindet sich nahe η Cygni und ist eine starke Röntgenquelle. Die Bezeichnung Cygnus X-1 ergibt sich daraus, dass es sich hierbei um das erste entdeckte Röntgenobjekt (engl. X-ray) im Sternbild Schwan (Cygnus) handelt.

## Systemaufbau
High-Mass X-ray Binaries (HMXBs) bestehen aus einem kompakten Objekt (einem Neutronenstern oder einem Schwarzen Loch), welches Materie von einem massereichen OB-Stern ansammelt. Diese werden weiter unterteilt in die SgXBs (Supergiant X-Ray Binaries) und die BeXBs (Be/X-Ray-Binaries). In den SgXBs bläst der massereiche Riesenstern einen langsamen, dichten Sternwind, der vom kompakten Objekt in eine fokussierte Windgeometrie umgeformt und direkt akkretiert wird, was zu einer anhaltenden Röntgenemission führt. Sie weisen seltene Typ-II-Ausbrüche, aber keine Typ-I-Ausbrüche auf.
In BeXBs ist der optische Begleiter ein Be-Stern. Be-Sterne sind schnell rotierende Sterne der Spektralklasse B und der Leuchtkraftklasse III-V, die zu einem bestimmten Zeitpunkt in ihrer Entwicklung Spektrallinien in der Emission gezeigt haben, daher das Qualifikationsmerkmal "e" in ihren Spektraltypen.
Einige SgXBs haben Begleitsterne, welche die Roche-Grenze überschreiten, dabei fließt die Materie über den Lagrange-Punkt zum kompakten Partner.

### Das Schwarze Loch
Cygnus X-1 ist ein „Supergiant X-ray binary star“ (Supergiant Röntgen-Doppelstern, SgXB), bei dem ein bestätigtes Schwarzes Loch die kompakte Komponente ist. Es ist (Stand 2019) das einzige SgXB, bei dem der Massentransfer sowohl durch „Windakkretion“ als auch durch Überschreitung der Roche-Grenze durch den massespendenden Stern erfolgt. Normalerweise befindet sich das System im sogenannten Low-state mit einer Massenakkretionsrate von 3,0 · 10−6 M☉/Jahr, aus der die Leuchtkraft im Röntgenbereich von LX ∼ 5 · 1031 erg/s (entsprechend 5 · 1024 W oder der 10.000-fachen Röntgenleuchtkraft der Sonne) abgeleitet werden kann. Bei Ausbrüchen werden sehr hohe Röntgenleuchtkräfte in der Größenordnung von LX ∼ 1038 erg/s (entsprechend 1031 W oder der 100-milliardenfachen Röntgenleuchtkraft der Sonne) abgestrahlt.
Da es sich bei der kompakten Komponente um ein Schwarzes Loch handelt, verwendet man in der Terminologie den Begriff Mikroquasar oder auch Black Hole X-ray Binary (BHXB). Mit einer Masse von etwa 15,8 M⊙ und einem Ereignishorizont von ca. 50 km Durchmesser ist Cygnus X-1 nach XTE J1118+480 das nächstgelegene bekannte stellare Schwarze Loch in der Milchstraße.
2021 wurde die Masse des Schwarzen Lochs auf 21,2 ± 2,2 M⊙ nach oben korrigiert, nachdem die Entfernung zu Cygnus X-1 mit dem Very Long Baseline Array auf 7200 Lichtjahre neu bestimmt wurde. Die höhere Masse ist im Einklang mit Gravitationswellenbeobachtungen stellarer schwarzer Löcher mit deutlich höheren Massen (bis 50 Sonnenmassen) als bisher beobachtet und deutet darauf hin, dass der Masseverlust von Sternen durch Sternenwinde geringer ist als bisher angenommen.

#### Akkretionsscheibe
Es wird angenommen, dass das kompakte Objekt von einer dünnen, flachen Scheibe aus akkretierter Materie umgeben ist, die als Akkretionsscheibe bezeichnet wird. Diese Scheibe wird durch Reibung zwischen ionisiertem Gas in sich schneller bewegenden inneren Bahnen und dem in langsameren äußeren Bahnen stark erwärmt. Sie unterteilt sich in einen heißen inneren Bereich mit einem relativ hohen Ionisationsgrad und einen kühleren, weniger ionisierten äußeren Bereich, der sich auf geschätzte 500 Schwarzschild-Radien oder etwa 24.000 km erstreckt.
Cygnus X-1 ist zwar hochgradig veränderlich, aber die hellste und beständigste Quelle für harte Röntgenstrahlen am Himmel. Die Röntgenstrahlen werden als weiche „Saatphotonen“ der kalten Standardscheibe erzeugt und werden dann durch inverse Compton-Streuung in einer heißen Korona, die sich vermutlich sehr nahe am Ereignishorizont des Loches befindet, durch heiße, ultrarelativistische Elektronen zu hohen Energien (Röntgen- oder Gammaquanten) hin gestreut und kühlen auf diese Weise das heiße Plasma der Korona.
Die Röntgenemissionen von Cygnus X-1 zeigen quasi-periodische Oszillationen (engl. quasi-periodic oscillations, QPOs) im Bereich von wenigen Hertz. Die poloidalen Magnetfelder am Schwarzen Loch beheizen ein leptonisches Plasma, wodurch eine Korona ausgebildet wird, in der ein Jet entsteht. Es wird angenommen, dass die Korona löchrig ist und auf der Akkretionsscheibe sitzt. Die Masse des kompakten Objekts bestimmt die Entfernung, bei der das umgebende Plasma diese QPOs zu emittieren beginnt, wobei der Emissionsradius mit abnehmender Masse abnimmt.

#### Jets
Wenn angesammelte Materie auf das kompakte Objekt fällt, verliert sie potentielle Gravitationsenergie. Ein Teil dieser freiwerdenden Energie wird durch senkrecht zur Akkretionsscheibe ausgerichtete Partikelstrahlen sog. stellare Jets abgeleitet, die mit relativistischen Geschwindigkeiten (vjet = 0,995 c) nach außen strömen.
Die Jets von Cygnus X-1 geben nur einen geringen Teil ihrer Energie im sichtbaren elektromagnetischen Spektrum ab, dadurch scheinen sie „dunkel“ zu sein. Der geschätzte Winkel der Jets zur Sichtlinie beträgt 30°, wobei sich die Rotationsachse zusätzlich durch Präzessionsbewegung ändert. Einer der Jets kollidiert mit einem relativ dichten Teil des interstellaren Mediums (ISM) und scheint an dieser Stelle einen Ringnebel zu bilden, der bei optischen Wellenlängen beobachtet wurde, aber auch durch seine Radioemission nachgewiesen werden kann. Um diesen Nebel zu erzeugen, muss der Jet mindestens eine Leistung von 4–14 × 1036 erg/s oder (9 ± 5) × 1029 W aufbringen. Dies ist mehr als das 1.000-Fache der von der Sonne abgegebenen Energie. In der entgegengesetzten Richtung gibt es keinen entsprechenden Nebel, da dieser stellare Jet einem Bereich mit geringerer Dichte des ISM zugewandt ist.
Im Jahr 2006 war Cygnus X-1 das erste stellare Schwarze Loch, das eine Gammastrahlenemission im sehr hohen Energieband oberhalb von 100 GeV zeigte. Das Signal wurde gleichzeitig mit einem Aufflackern harter Röntgenstrahlen beobachtet, was auf einen Zusammenhang zwischen den Ereignissen schließen lässt. Die Röntgenstrahlung könnte von der Basis des Jets stammen, während die Gammastrahlung an der Stelle erzeugt wird, wo der Jet auf den Sternwind von HDE 226868 trifft.

### HDE 226868
Der Begleitstern ist ein blauweißer Überriese mit der Bezeichnung HDE 226868 (auch HD 226868). Dieser ist vom Spektraltyp O9.7, hat eine effektive Temperatur Te = 31.000 K, einen Radius von Ropt = 30 bis 34 R⊙ sowie eine Masse von Mopt = 25 bis 35 M⊙, und damit die 200.000-fache Leuchtkraft der Sonne. Die beiden Komponenten umkreisen sich mit einer Periodendauer von 5,6 Tagen. Dabei beträgt der physikalische Abstand zueinander lediglich R = 20 R☉ (ca. 14 Mio. km). Der Gesamtmasseverlust von HDE 226868 wird mit M = −2,6 × 10−6 M⊙/Jahr angegeben.
Die Oberfläche von HDE 226868 wird durch die Schwerkraft des Schwarzen Lochs tropfenförmig verzerrt. Dies bewirkt, dass die optische Helligkeit des Sterns während einer Umlaufperiode um 0m,06 schwankt. Das ellipsoidale Muster der Lichtveränderung resultiert hauptsächlich aus der gravitativen Verformung der Sternoberfläche und der sich damit im Laufe der Rotation in Bezug auf die Sichtlinie verändernden projizierten Fläche.
Gas und Staub zwischen unserem Sonnensystem und HDE 226868 führen zu einer Verringerung der scheinbaren Helligkeit um 3m,3 sowie zu einer Rötung. Ohne die interstellare Extinktion wäre HDE 226868 ein Stern der fünften Größenklasse und somit für das bloße Auge sichtbar.

## Beobachtung
Cygnus X-1 war der erste bestätigte Kandidat für ein Schwarzes Loch, aber die Massen der zwei Komponenten des Systems waren lange noch umstritten. Die Geschichte ihrer Bestimmung vor dem Jahr 2005 wurde von J. Ziółkowski beschrieben. Nach 2005 wurden zwei wichtige Beobachtungsverbesserungen vorgenommen, die für die Massenbestimmung entscheidend waren.
Zunächst wurde durch sorgfältige Modellierung der Sternatmosphäre des Begleiters HDE 226868 eine genauere Abschätzung der effektiven Oberflächentemperatur des Überriesen erreicht. Zweitens wurde durch M. J. Reid et al. 2011, die Entfernung zum Binärsystem HDE 226868 / Cyg X-1 unter Verwendung einer Funkparallaxe besser abgeschätzt.
Damit wurde eine deutlich bessere Bestimmung der effektiven Oberflächentemperatur von HDE 226868 und eine genauere Abschätzung der Massen beider Komponenten ermöglicht. Mit den aktuellen Evolutionsmodellen wird der Abstand mit 1,86 kpc (6.064 Lj), die effektive Temperatur des Überriesen mit Te = 31.000 K, die Leuchtkraft mit L = 204.000 L⊙, die Masse von HDE 226868 mit Mopt = 27 M⊙, und die Masse des Schwarzen Loches mit MBH = 15,8 M⊙ errechnet.

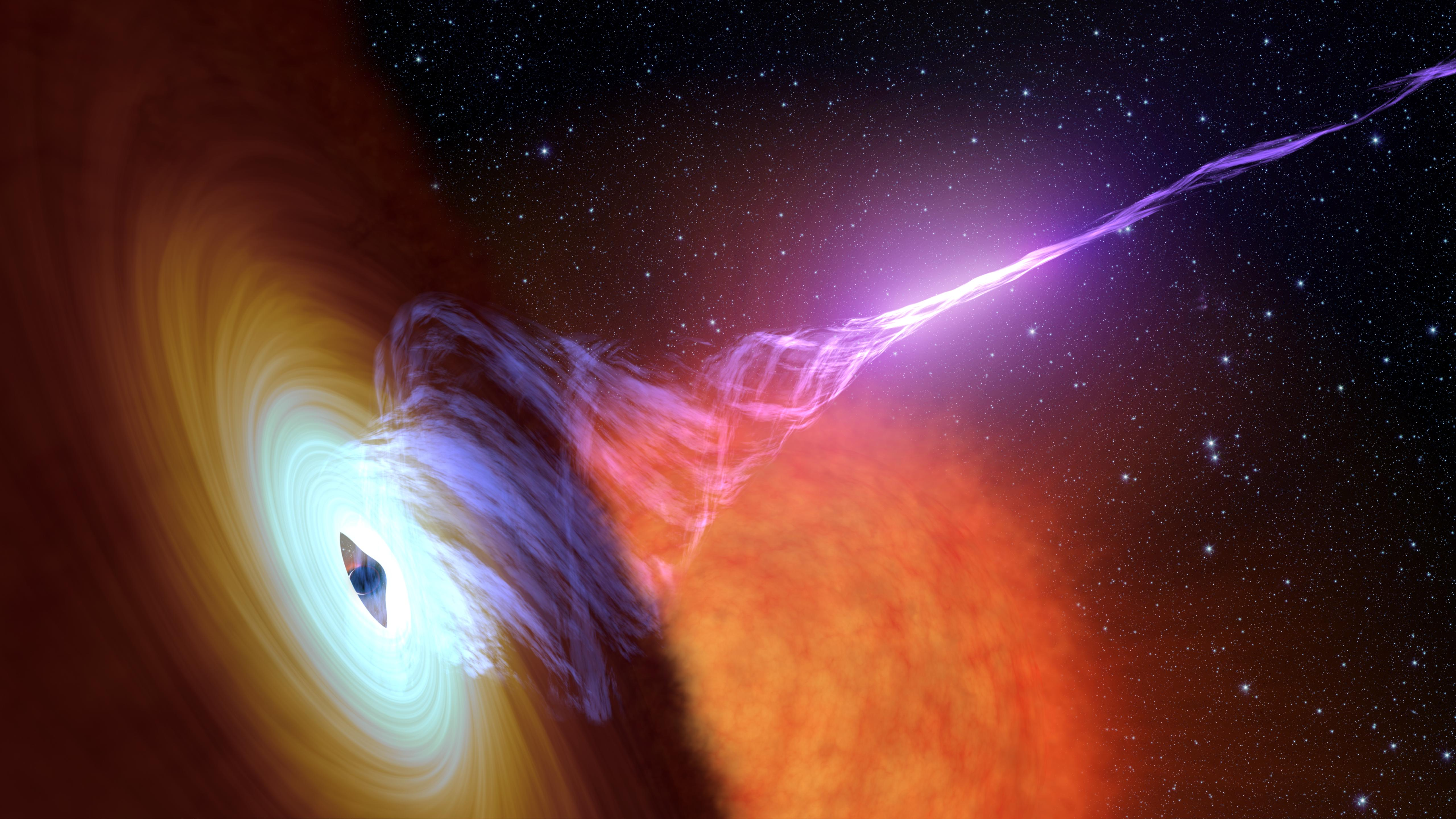
Künstlerische Darstellung eines Schwarzen Lochs mit einer Akkretionsscheibe und einem heißen Plasma-Jet.

Der Verdacht, dass es sich bei Cygnus X-1 um eine starke Röntgenquelle handelt, bestand bereits seit 1962 und wurde schließlich 1970 mit Hilfe des Uhuru-Röntgenteleskopes nachgewiesen. Ab 1974 wurde aufgrund der extrem kurzfristigen Variationen der Röntgenintensität und anderer Eigenschaften vermutet, dass Cygnus X-1 ein Doppelstern mit einem extrem kompakten Objekt sei. Aufgrund der hohen Masse kam ein Neutronenstern nicht mehr in Frage, womit alles auf ein Schwarzes Loch hindeutete. Des Weiteren wäre der Aufprall der Materie auf einen Neutronenstern als eigener Röntgenausbruch sichtbar. Die Röntgenstrahlung entsteht dadurch, dass Masse des Begleitsterns zum Schwarzen Loch gezogen wird, wo sie eine Akkretionsscheibe bildet, die sich aufgrund der Reibung auf einige Millionen Grad erhitzt und dadurch Röntgenstrahlung abgibt.

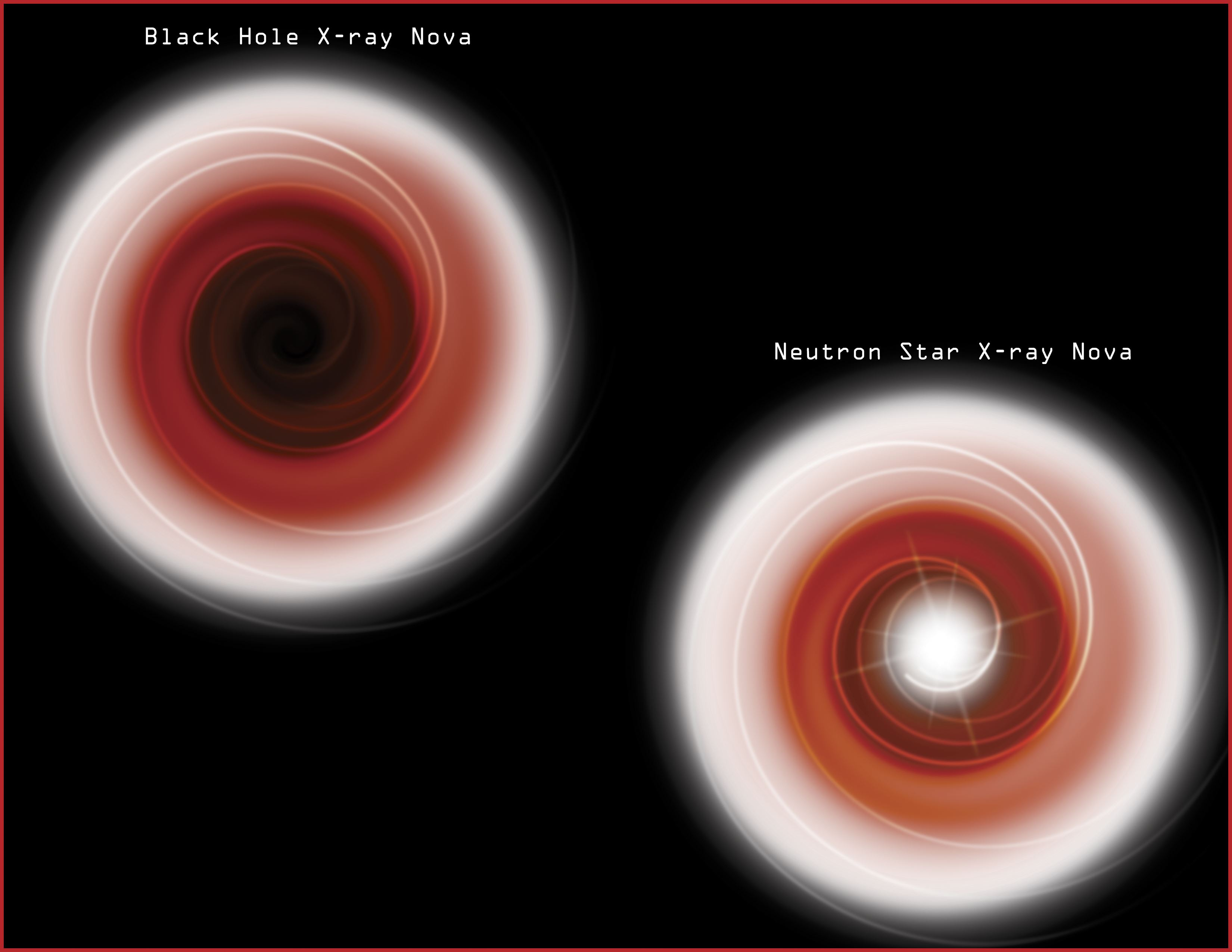
Oben: Diese Abbildung zeigt, wie Materie auf ein Schwarzes Loch gezogen wird. Wenn sich das Gas dem Ereignishorizont nähert, wird es durch starke Gravitationsrotverschiebung röter und dunkler. Wenn das Gas den Ereignishorizont überschreitet, verschwindet es aus dem Blickfeld. Unten: Wenn sich das Gas einem Neutronenstern nähert, lässt eine ähnliche Gravitationsrotverschiebung das Gas roter und dunkler erscheinen. Wenn das Gas jedoch auf die feste Oberfläche des Neutronensterns trifft, leuchtet es hell auf.

Im Jahre 2001 wurde mit Hilfe der beiden Weltraumteleskope Hubble und Chandra nachgewiesen, dass die Materie plötzlich verschwindet. Dies ist durch das Eintauchen in den Ereignishorizont erklärbar. Kombinierte Beobachtungen mit Hilfe von Chandra und XMM-Newton ergaben zunächst, dass das Schwarze Loch nicht messbar oder ungewöhnlich langsam rotiert. Spätere Forschungen ergaben eine sehr schnelle Umdrehung von 790 s−1.
Die Entfernung von Cygnus X-1 konnte anfangs nur schwer genau bestimmt werden, da bei solch großen Distanzen die Parallaxe des Objekts in der Größenordnung des möglichen Messfehlers lag. Zunächst wurden zwischen 6.500 und 8.200 Lichtjahre angenommen; genauere Untersuchungen im Jahr 2011 legten die Entfernung auf etwa 6.100 Lichtjahre fest. Neuere Daten, ermittelt durch Parallaxenmessung des Very Long Baseline Array, ein Netzwerk aus zehn in den USA verteilten Radioteleskopen, kommen auf eine Entfernung von ca. 7.200 Lichtjahren.

## Entwicklung
Cygnus X-1 bewegt sich ähnlich wie die Cygnus-OB3-Assoziation auf die galaktische Ebene zu. Dies stützt die Hypothese, dass Cygnus X-1 zu Cygnus-OB3 gehört. Relativ zu Cygnus-OB3 beträgt die Geschwindigkeit von Cygnus X-1 vrel = (9 ± 2) km/s, was einer typischen Geschwindigkeit von Sternen in expandierenden Assoziationen entspricht. Daraus lässt sich schließen, dass das HMXB in (7 ± 2) × 106 Jahren einen vorhergesagten Abstand von ∼ 60 pc vom Zentrum von Cyg OB3 erreicht haben wird. Das Alter von Cygnus X-1 wird auf ca. 5 Millionen Jahre geschätzt.
Eine untere Grenze für die Anfangsmasse des Vorläufersterns von Cygnus X-1 kann durch die Annahme abgeschätzt werden, dass alle massiven Sterne der Cygnus-OB3-Assoziation, in astronomischen Maßstäben innerhalb einer kurzen Zeitspanne entstanden sind. Der Hauptreihenstern mit der höchsten Masse in Cyg OB3 ist vom Spektraltyp O7 V und hat eine Masse M = 40 M⊙.
Da sich massereichere Sterne schneller entwickeln, liegt die Untergrenze für die Anfangsmasse des Vorläufers für Cygnus X-1 bei MUG ∼ (40 ± 5) M⊙. Die Massenobergrenze hätte bis zu MOG ∼ 100 M⊙ betragen können. Wie aus aktuellen Modellen der Sternentwicklung abgeleitet werden konnte, ist Cygnus-OB3 und demnach auch der Vorläuferstern von Cygnus X-1 vor (5 ± 1,5) × 106 Jahren entstanden, was in Übereinstimmung mit der Zeitspanne ist, die Cygnus X-1 benötigte, um sich vom Zentrum von Cyg OB3 zu seiner gegenwärtigen Position zu bewegen.
Aus den Eigenschaften von Cygnus X-1 geht hervor, dass im Kernkollaps des massiven Vorläufers nicht mehr als (1 ± 0,3) M⊙ ausgestoßen wurde, um das System auf eine Geschwindigkeit von (9 ± 2 km/s) zu beschleunigen. Und tatsächlich gibt es in der Region, in der Cygnus X-1 höchstwahrscheinlich gebildet wurde, keine Beobachtungsergebnisse für einen Supernovaüberrest.
Vor dem Kollaps zum Schwarzen Loch muss der Vorläuferstern über (30 ± 5) M⊙ verloren haben, da die Anfangsmasse des Vorläufers größer (40 ± 5) M⊙ war, und die geschätzte Masse des Schwarzen Lochs (10 ± 5) M⊙ beträgt. Ein Teil der fehlenden Masse wurde möglicherweise auf den Begleiter HDE 226868 übertragen, aber da dieser eine Masse von über 18 M⊙ hat, mussten ca. 12 M⊙ durch Sternwinde verloren gegangen sein. In einem solchen Fall könnte der Vorläufer des Schwarzen Lochs in Cygnus X-1 ein Wolf-Rayet-Stern gewesen sein.

### Entstehung des Schwarzen Lochs
Die Bildung des Schwarzen Lochs von Cygnus X-1 erfolgte nicht durch eine Supernova vom Typ II, bei der Wasserstoffhüllen weggeblasen werden und die ausgestoßene Masse im Bereich von 10 bis 50 M⊙ liegt, was weit über der Obergrenze der Masse ist, die in Cygnus X-1 plötzlich hätte ausgestoßen werden können. Alternativ könnte der Kernkollaps in einem Vorläuferstern aufgetreten sein, der seine wasserstoffreiche Hülle (SN Ib) und sogar den größten Teil seiner Heliumhülle (SN Ic) verloren hat. Jüngste Beobachtungen legen nahe, dass die Energie und Leuchtkraft einer Supernova vom Typ Ib oder Ic mit zunehmender Menge ausgestoßener Masse zunimmt, so dass der Kernkollaps von Cygnus X-1 im Vergleich zu typischen Supernovae entweder sehr lichtschwach war, oder gänzlich ohne Explosion stattgefunden hat.
So könnten sich stellare Schwarze Löcher wie in Cygnus X-1 ohne Supernova gänzlich ohne Explosion in einer sogenannten Un-Nova quasi im Dunklen bilden. Der maximale lineare Impuls und die maximale kinetische Energie, die Cygnus X-1 durch den Impuls einer Supernova hätte verliehen werden können, wären (2 ± 0,5) × 1046 erg. Der maximale lineare Impuls für Cygnus X-1 ist 2,5-mal kleiner als der auf GRO J1655-40 übertragene lineare Impuls. Die Obergrenze für die kinetische Energie von Cygnus X-1 ist mindestens 20-mal kleiner als die für GRO J1655-40 geschätzte, und weniger als 2 × 10−5 der typischen freigesetzten Energiemenge einer Supernova von 1051 erg bzw. einem Foe.
Die Bewegungen von Cygnus X-1 und GRO J1655-40 legen nahe, dass die schwarzen Löcher in diesen beiden Röntgendoppelsternsystemen auf unterschiedlichen Entwicklungswegen entstanden sind. Das Schwarze Loch in GRO J1655-40 hat eine Masse von (7,02 ± 0,22) M⊙ und ist durch eine Supernovaexplosion und anschließendem Rückfall der Hüllen auf einen Neutronenstern entstanden. Das Schwarze Loch in Cygnus X-1 mit einer Masse von (10 ± 5) M⊙ wurde durch eine energiearme Explosion oder sogar durch sofortige Implosion ohne Supernova gebildet.
Diese Beobachtungen stimmen mit dem theoretischen Modell überein, bei dem die Energie der Explosion im Kernkollaps massereicher Sterne als Funktion der zunehmenden Masse des Vorläufers und des Schwarzen Lochs abnimmt.
Eine leuchtschwache (oder dunkle) Bildung von Schwarzen Löchern sollte auch bei massereichen Einzelsternen stattfinden und als Supernovae Typ II mit geringer Leuchtkraft in Erscheinung treten.
Diese Entstehungsart von stellaren Schwarzen Löchern kann als Ansatz verwendet werden, um einen Einblick in die Physik der Gammastrahlenausbrüche mit langer Dauer zu erhalten, die vermutlich von relativistischen Jets stammen, die von Schwarzen Löchern in fernen Galaxien erzeugt wurden. Die Art dieser sogenannten „dunklen Gammastrahlen-Bursts“ (engl. dark jet model), also solche ohne Röntgenstrahlen und / oder optisches Nachleuchten, sind bisher ungeklärt.
Gammablitze erzeugen normalerweise ein Nachglühen im Röntgen- sowie im sichtbaren Spektrum, das durch die Schocks der Jets mit zirkumstellarem Material entsteht, welches aus dem Sternwind vom Vorläufer und / oder dem Auswurf einer Supernovaexplosion besteht.
Die Analyse der Beobachtungen legt nahe, dass einige Gammastrahlenausbrüche von Natur aus dunkel sein könnten. Da die Metallhäufigkeit mit zunehmender Rotverschiebung abnimmt, und massive Sterne im fernen Universum nur schwache Sternwinde erzeugen, könnten diese ohne vorhergehende Supernovaexplosion sofort zu massereichen Schwarzen Löchern kollabieren. Da es keine starken Sternwinde oder ausgeworfenes Material einer Supernova gibt, die von den Jets geschockt werden könnten, lässt sich auch kein Nachglühen im Röntgen- oder optischen Spektrum solcher GRB beobachten. Somit könnten einige dunkle GRB Jets von massiven stellaren Schwarzen Löchern stammen, die sich im Dunkeln gebildet haben, wie das Schwarze Loch in Cygnus X-1.

## Stephen Hawking und Kip Thorne
Cygnus X-1 war Gegenstand einer Wette zwischen den Physikern Stephen Hawking und Kip Thorne, bei der Hawking gegen die Existenz von Schwarzen Löchern wettete. Hawking bezeichnete dies später als eine Art „Versicherungspolice“.
In seinem Buch Eine kurze Geschichte der Zeit schrieb er:

„Dies war eine Art Versicherung für mich. Ich habe viel an Schwarzen Löchern gearbeitet, und es wäre alles umsonst gewesen, wenn sich herausstellen würde, dass es keine Schwarzen Löcher gibt. Aber in diesem Fall hätte ich wenigstens den Trost gehabt, meine Wette zu gewinnen, was mir vier Jahre des Magazins Private Eye eingebracht hätte. Wenn es schwarze Löcher geben sollte, bekommt Kip ein Jahr Penthouse. Als wir die Wette 1975 abschlossen, waren wir zu 80% sicher, dass Cygnus X-1 ein Schwarzes Loch ist. Inzwischen (1988) sind wir zu 95% sicher, aber die Wette muss noch geklärt werden.“

In der aktualisierten Zehnjahresausgabe von Eine kurze Geschichte der Zeit (1998) hat Hawking die Wette aufgrund späterer Beobachtungsdaten von Schwarzen Löchern als verloren eingestanden.

## Rezeption
Die Cygnus-X-1-Dilogie der kanadischen Progressive-Rock-Band Rush handelt von einer Geschichte um das Schwarze Loch.
In dem Disney-Film Das schwarze Loch von 1979 entdecken die Protagonisten ein Schwarzes Loch mit einem mysteriösen Raumschiff, das direkt vor dem Ereignishorizont kreist. Der Name des Raumschiffes lautet USS Cygnus.